# 샬롯 담부아즈
샬롯 담부아즈(Charlotte d'Amboise, 1964년 5월 11일 ~ )는 미국의 배우, 댄서, 연극 배우, 영화배우, 가수이다.
뉴욕에서 태어났다.

## 영화
- 프란시스 하 (2012년) - 콜린 역